# Mistrovství světa ve veslování 1998

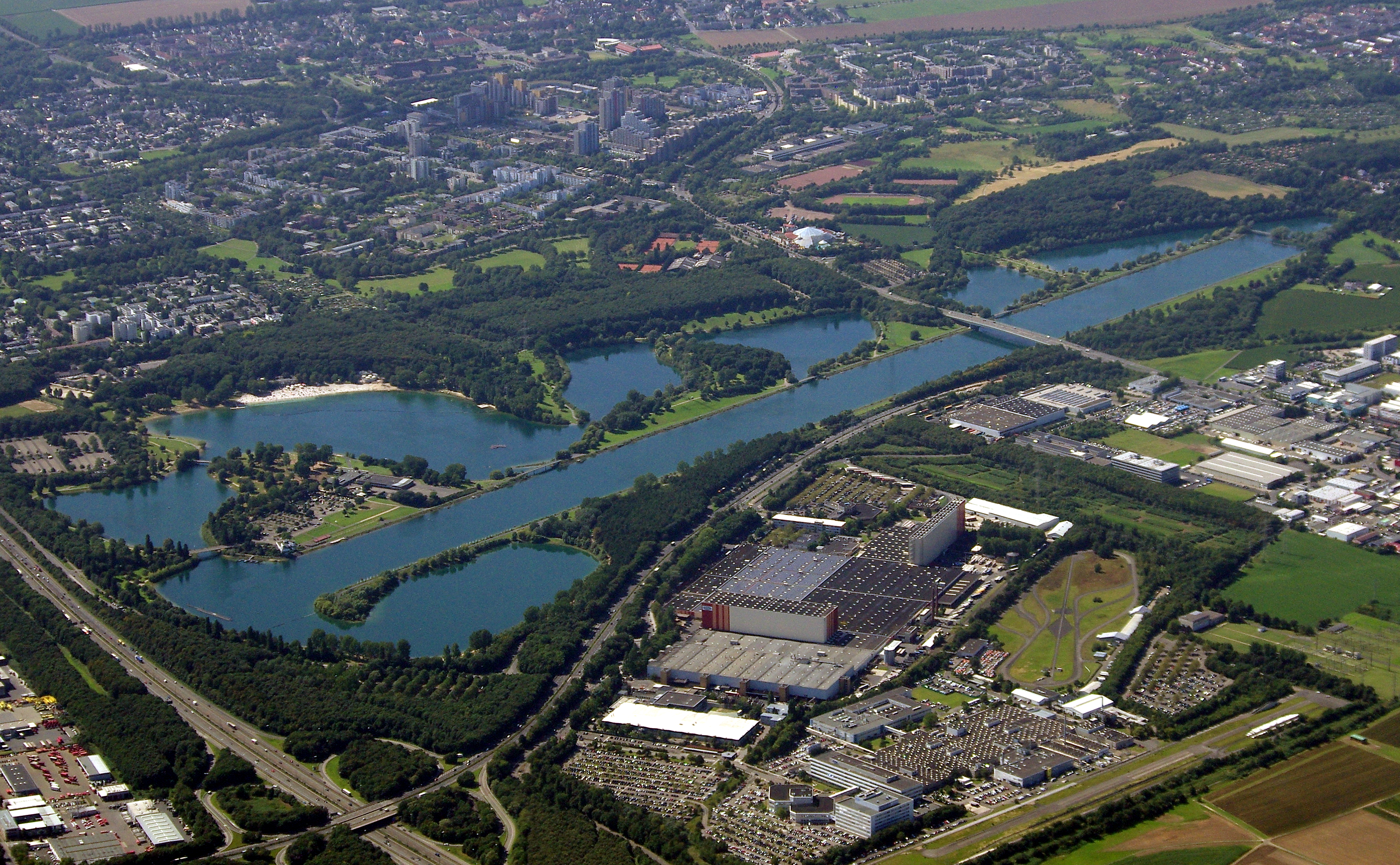
Jezero Fühlinger See, dějiště šampionátu

Mistrovství světa ve veslování 1998 byl v pořadí 27. šampionát konaný mezi 6. a 13. zářím 1998 na umělém jezeře Fühlinger See v německém Kolíně nad Rýnem.
Každoroční veslařská regata trvající jeden týden je organizována Mezinárodní veslařskou federací (International Rowing Federation; FISA) obvykle na konci léta severní polokoule. V neolympijských letech představuje mistrovství světa vyvrcholení mezinárodního veslařského kalendáře a v roce, jenž předchází olympijským hrám, představuje jejich hlavní kvalifikační událost. V olympijských letech pak program mistrovství zahrnuje pouze neolympijské disciplíny.

## Medailové pořadí
| Pořadí | Země               | Zlato | Stříbro | Bronz | Celkem |
| ------ | ------------------ | ----- | ------- | ----- | ------ |
| 1      | Německo            | 5     | 5       | 0     | 10     |
| 2      | Itálie             | 3     | 3       | 3     | 9      |
| 3      | Spojené království | 3     | 1       | 0     | 4      |
| 4      | USA                | 2     | 2       | 4     | 8      |
| 5      | Austrálie          | 2     | 1       | 2     | 5      |
| 6      | Francie            | 1     | 3       | 0     | 4      |
| 7      | Rumunsko           | 1     | 1       | 3     | 5      |
| 8      | Švýcarsko          | 1     | 1       | 1     | 3      |
| 8      | Kanada             | 1     | 1       | 1     | 3      |
| 10     | Rusko              | 1     | 1       | 0     | 2      |
| 11     | Polsko             | 1     | 0       | 1     | 2      |
| 11     | Dánsko             | 1     | 0       | 1     | 2      |
| 13     | Nový Zéland        | 1     | 0       | 0     | 1      |
| 13     | Ukrajina           | 1     | 0       | 0     | 1      |
| 15     | Česko              | 0     | 1       | 1     | 2      |
| 15     | Nizozemsko         | 0     | 1       | 1     | 2      |
| 15     | Argentina          | 0     | 1       | 1     | 2      |
| 18     | Chorvatsko         | 0     | 1       | 0     | 1      |
| 18     | Norsko             | 0     | 1       | 0     | 1      |
| 20     | Chile              | 0     | 0       | 1     | 1      |
| 20     | Řecko              | 0     | 0       | 1     | 1      |
| 20     | Švédsko            | 0     | 0       | 1     | 1      |
| 20     | Jugoslávie         | 0     | 0       | 1     | 1      |
| 20     | Rakousko           | 0     | 0       | 1     | 1      |
| Celkem | Celkem             | 24    | 24      | 24    | 72     |

## Přehled medailí

### Mužské disciplíny
| Disciplína                      | Zlato | Čas     | Stříbro | Čas     | Bronz | Čas     |
| Skif M1x                        | Nový Zéland Rob Waddell | 6:39,65 | Švýcarsko Xeno Müller | 6:41,55 | Česko Václav Chalupa | 6:43,89 |
| Dvojskif M2x                    | Německo Andreas Hajek Stephan Volkert | 6:13,20 | Norsko Steffen Størseth Kjetil Undset | 6:14,49 | Polsko Marek Kolbowicz Adam Korol | 6:15,50 |
| Párová čtyřka M4x               | Itálie Agostino Abbagnale Alessandro Corona Rossano Galtarossa Alessio Sartori                                                                               | 5:51,19 | Německo Marco Geisler Marcel Hacker Sebastian Mayer Stefan Roehnert                                                                        | 5:56,13 | Rakousko Raphael Hartl Norbert Lambing Andreas Nader Horst Nussbaumer                                                                                        | 5:57,91 |
| Dvojka s kormidelníkem M2+      | Austrálie Nick Green James Tomkins Brett Hayman (k) | 6:45,01 | Itálie Gioacchino Cascone Rosario Gioia Gianluca Barattolo (k)                                                                             | 6:47,71 | USA Nicholas Anderson Kurt Borcherding Philip Henry (k) | 6:50,06 |
| Dvojka bez kormidelníka M2-     | Německo Detlef Kirchhoff Robert Sens | 6:22,32 | Austrálie Drew Ginn Mike McKay | 6:24,23 | Jugoslávie Nikola Stojić Đorđe Višacki | 6:25,52 |
| Čtyřka s kormidelníkem M4+      | Austrálie Drew Ginn Nick Green Mike McKay James Tomkins Brett Hayman (k)                                                                                     | 6:09,43 | Chorvatsko Denis Boban Igor Boraska Tihomir Franković Siniša Skelin Ratko Cvitanić (k)                                                     | 6:12,97 | Itálie Marco Bizzozero Dario Lari Giuseppe Musemeci Pasquale Panzarino Daniele Sorice (k)                                                                    | 6:13,59 |
| Čtyřka bez kormidelníka M4-     | Spojené království James Cracknell Tim Foster Matthew Pinsent Steve Redgrave                                                                                 | 5:48,06 | Francie Gilles Bosquet Daniel Fauche Francois Meurillon Anthony Perrot                                                                     | 5:49,44 | Itálie Lorenzo Carboncini Riccardo Dei Rossi Valter Molea Carlo Mornati                                                                                      | 5:49,46 |
| Osma M8+                        | USA Christian Ahrens Peter Collins Robert Kaehler Jeffrey Klepacki Garrett Miller Bryan Volpenhein Tom Welsh Michael Wherley Peter Cipollone (k)             | 5:38,78 | Německo Joerg Diessner Stefan Forster Stefan Heinze Kai Horl Thomas Jung Ike Landvoigt Enrico Schnabel Marc Weber Peter Thiede (k)         | 5:39,48 | Rumunsko Dorin Alupei Andrei Banica Cornel Nemtoc Gheorghe Pirvan Neculai Taga Viorel Talapan Valentin Tobu Florian Tudor Dumitru Raducanu (k)               | 5:40,27 |
| Skif LV LM1x                    | Itálie Stefano Basalini | 6:48,90 | Česko Michal Vabroušek | 6:50,98 | Dánsko Karsten Nielsen | 6:51,52 |
| Dvojskif LV LM2x                | Polsko Tomasz Kucharski Robert Sycz | 6:19,11 | Itálie Michelangelo Crispi Leonardo Pettinari                                                                                              | 6:21,02 | Švýcarsko Markus Gier Michael Gier | 6:22,35 |
| Párová čtyřka LV LM4x           | Itálie Lorenzo Bertini Elia Luini Paolo Pittino Franco Sancassani                                                                                            | 5:57,68 | Německo Markus Baumann Alexander Lutz Franz Mayer Christian Von Gyldenfeldt                                                                | 5:58,59 | USA Conal Groom Sean Groom Ransom Weaver Coop Wessels | 6:02,74 |
| Dvojka bez kormidelníka LV LM2- | Francie Jean-Christophe Bette Vincent Montabonel | 6:40,53 | Itálie Catello Amarante Carlo Gaddi | 6:41,75 | Chile Miguel Cerda Silva Christian Yantani Garces | 6:44,00 |
| Čtyřka bez kormidelníka LV LM4- | Dánsko Eskild Ebbesen Thomas Ebert Victor Feddersen Thomas Poulsen                                                                                           | 6:01,53 | Francie Xavier Dorfman Yves Hocdé Frederic Pinon Laurent Porchier                                                                          | 6:02,37 | Austrálie Darren Balmforth Simon Burgess Anthony Edwards Robert Richards                                                                                     | 6:04,43 |
| Osma LV LM8+                    | Německo Matthias Eedeler Oliver Ibielski Andreas Laiss Stefan Locher Daniel Rosenberger Bernhard Stomporowski Manuel Strauch Vladimir Vukelic Olaf Kaska (k) | 5:36,28 | USA Michael Altmann William Carlucci John Cashman Eric Gillett Sean Kammann William Plifka Martin Schwartz Andrea Trento Sean Mulligan (k) | 5:36,56 | Itálie Antonello Aliberti Carlo Artico Filippo Dodero Daniele Gilardoni Andrea Lupini Giuseppe Manzo Salvatore Messina Massimo Guglielmi Antonio Cirillo (k) | 5:37,06 |

### Ženské disciplíny
| Disciplína                      | Zlato | Čas     | Stříbro | Čas     | Bronz | Čas     |
| Skif W1x                        | Rusko Irina Fedotovová | 7:25,09 | Německo Katrin Rutschowová | 7:26,67 | Švédsko Maria Brandinová | 7:30,99 |
| Dvojskif W2x                    | Spojené království Miriam Battenová Gillian Linsday | 6:48,85 | Nizozemsko Pieta van Dishoecková Eeke van Nesová | 6:49,75 | Rumunsko Doina Ignatová Ioana Olteanu | 6:50,49 |
| Párová čtyřka W4x               | Německo Kathrin Boronová Manuela Lutze Jana Thieme Christiane Willová | 6:24,38 | Rusko Oksana Dorodnovová Julija Levinová Larisa Merková Inna Mojsejevová | 6:26,66 | Austrálie Marina Hatzakisová Sally Newmarchová Jane Robinsonová Bronwyn Roye | 6:32,11 |
| Dvojka bez kormidelnice W2-     | Kanada Alison Kornová Emma Robinsonová | 7:05,19 | Spojené království Cath Bishopová Dot Blackie | 7:08,12 | USA Amy Marie Martinová Linda Millerová | 7:08,76 |
| Čtyřka bez kormidelnice W4-     | Ukrajina Yevgeniia Andreieva Tatyana Fesenko Nina Proskura Tetyana Savchenko | 6:30,63 | Kanada Buffy-Lynne Williamsová-Alexanderová Laryssa Biesenthalová Marnie McBeanová Kubet Westonová                                                                            | 6:31,90 | Nizozemsko Tessa Zwolle-Appeldoorn Nelleke Penninxová Carin Ter Beeková Christine Vinková | 6:32,73 |
| Osma W8+                        | Rumunsko Angela Cazacová Veronica Cochela-Cogeanu Georgeta Damianová Magdalena Dumitrache Liliana Gafencuová Doina Ignatová Ioana Olteanu Viorica Susanuová Elena Georgescu-Nedelcová (k) | 6:14,62 | USA Jennifer Doreová-Terhaarová Torrey Folková Amy Fullerová Sarah Jonesová Katherine Maloney Lianne Nelsonová-Bennionová Sally Scovelová Wendy Wilburová Rajanya Shahová (k) | 6:15,81 | Kanada Buffy-Lynne Williamsová-Alexanderová Laryssa Biesenthalová Heather Davisová Alison Kornová Marnie McBeanová Emma Robinsonová Dorota Urbaniaková Kubet Westonová Lesley Thompsonová-Willieová (k) | 6:18,25 |
| Skif LV LW1x                    | Švýcarsko Pia Vogelová | 7:41,01 | Francie Benedicte Dorfmanová-Luzuyová | 7:42,01 | Argentina Maria Gariosoainová | 7:44,40 |
| Dvojskif LV LW2x                | USA Christine Smithová-Collinsová Sarah Garnerová | 7:03,73 | Německo Claudia Blasbergová Karin Stephanová | 7:06,53 | Rumunsko Angela Alupei-Tamasová Camelia Macoviviucová | 7:09,45 |
| Párová čtyřka LV LW4x           | Německo Nicole Faustová Anna Kleinzová Christine Morawitzová Valerie Viehoffová | 6:40,99 | USA Cassandra Cunninghamová Sara Den Bestenová Cesar Peirano Lisa Schlenkerová                                                                                                | 6:42,97 | Řecko Chrysi Biskitziová Angeliki Gkremouová Evangelia Kokkinouová Irini Zoraová | 6:43,27 |
| Dvojka bez kormidelnice LV LW2- | Spojené království Juliet Machanová Jo Nitschová | 7:29,42 | Argentina Patricia Conteová Elina Urbanová | 7:32,51 | USA Michelle Borkhuisová Linda Muri | 7:37,50 |